# Chiwere
Chiwere (també anomenat Iowa-Otoe-Missouria o Báxoje-Jíwere-Ñút’achi) és una llengua siouan originàriament parlada per les tribus missouria, otoe, i iowa, que es van originar a la regió dels Grans Llacs d'Amèrica del Nord però més tard es van traslladar tots al Mig Oest i les Planes. La llengua està estretament relacionada amb el Ho-Chunk, també conegut com a winnebago. Els missioners cristians documentaren per primer cop el chiwere en la dècada de 1830, però des de llavors pràcticament no s'ha publicat res sobre la llengua. El chiwere ha patit una disminució constant després del contacte extensiu euroamericà en la dècada de 1850, i el 1940 la llengua havia deixat gairebé totalment de ser parlada.

## Noms
La tribu iowa es refereix a la seva llengua com a Báxoje ich’é o Bah Kho Je (pronunciat b̥aꜜxodʒɛ itʃʼeꜜ). El dialecte otoe-missouria és anomenat Jíwere ich’é (pronunciat d̥ʒiꜜweɾɛ itʃʼeꜜ). La paraula chiwere, utilitzat sobretot pels lingüistes, es deriva del fet que el llenguatge té una distinció d'aspiració més que una distinció de so, de manera que les oclusives no aspirades /b̥ d̥ d̥ʒ ɡ̊/ són variablement sonores [b d dʒ ɡ] o sordes [p t tʃ k]. Encara que [tʃ] és una pronunciació vàlida del primer só de Jiwere ~ Chiwere, pot enganyar als angloparlants en pronunciar-se [tʃʰ].
De manera similar, una etimologia popular comuna de Báxoje és «nassos polsosos», basada en el malentès de la primera síl·laba bá com a pá, o «nose». Tanmateix, la Tribu Iowa d'Oklahoma es diu Bah-Kho-Je que vol dir «neu grisa», per les seves cabanes d'hivern cobertes de neu tacades gris pel fum del foc.

## Situació
Els dos últims parlants materns van morir l'hivern de 1996, i només romanen un grapat de parlants semi-materns, tots ells gent gran, el que va que el chiwere està criticalment amenaçat. Pel 2006, una estimació de quatre membres de la Tribu d'Indis Otoe-Missouria encara parla la llengua, mentre que trenta membres de la Tribu Iowa d'Oklahoma la parlen. La tribu Iowa d'Oklahoma ha patrocinat tallers de llengües en el passat i espera acollir-ne més en el futur. Han donat dispositius de gravació als ancians tribals per recollir paraules i cançons chiwere. Una beca de la National Science Foundation (NSF) de 2012 dona accés digital als enregistraments d'àudio dels parlants fluids. The Third Annual Otoe-Missouria Language and Culture Day is planned for September 2012. La Tribu d'Indis Otoe-Missouria organitza un programa lingüístic amb el Departament d'Estudis amerindis de la Universitat d'Oklahoma.

## Classes
El Program Lingüístic Otoe de la Tribu Otoe-Missouria d'Oklahoma fa classes setmanals a Edmond (Oklahoma).

## Fonologia
La fonologia del chiwere consisteix en aproximadament 29 consonants, tres vocals nasals, i cinc vocals orals.

### Consonants
|            |             | Labial | Interdental | Dental | Palatal | Velar | Glotal |
| ---------- | ----------- | ------ | ----------- | ------ | ------- | ----- | ------ |
| Oclusiva   | No aspirada | p      |             | t      | tʃ      | k     | ʔ      |
| Oclusiva   | Aspirada    | pʰ     |             | tʰ     | tʃʰ     | kʰ    |        |
| Oclusiva   | Ejectiva    | pʼ     |             | tʼ     | tʃʼ     | kʼ    |        |
| Fricativa  | Sorda       |        | θ           | s ~ ʃ  | s ~ ʃ   | x     | h      |
| Fricativa  | Sonora      |        | ð           |        |         |       |        |
| Fricativa  | Ejectiva    |        | θʼ          | sʼ     |         | xʼ    |        |
| Nasal      | Nasal       | m      |             | n      | ɲ       | ŋ     |        |
| Aproximant | Aproximant  | w      |             | ɾ      | j       |       |        |

### Vocals
Els chiwere tenen cinc fonemes vocals orals, /a e i o u/, i tres fonemes vocals nasals, /ã ĩ ũ/. La longitud vocàlica és distintiva.